# Bellamys salut

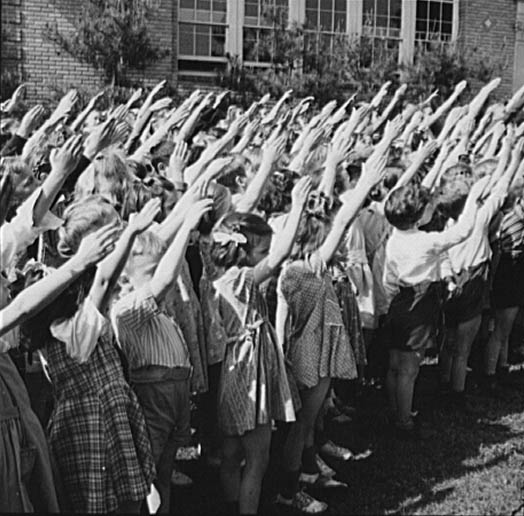
Amerikanska skolbarn utför Bellamys salut som en trohetshälsning i maj 1942

Bellamys salut, på engelska Bellamy salute, var en hälsning till den amerikanska flaggan. Den instiftades av Francis Bellamy och användes i USA i samband med avläggande av trohetseden, Pledge of Allegiance, till amerikanska flaggan som författats av samme man. Hälsningen, som även gick under benämningen "flagghälsning", användes första gången 12 oktober 1892 vid firandet av Columbus Day i amerikanska skolor. Francis Bellamys instruktion för hälsningen löd: 
På signal från rektor skall eleverna, uppställda på led, med händerna längs sidorna, vända sig mot flaggan. På ännu en signal skall varje elev göra militär hälsning mot flaggan, med höger hand lyftad, handflata riktad neråt, i linje med pannan och nära denna. Stående på detta vis skall alla sakta recitera följande: "Jag svär trohet till min flagga och den republik den symboliserar; en odelbar nation, med frihet och rättvisa för alla". Vid orden "till min flagga" skall höger hand stilfullt utsträckas mot flaggan och bibehållas i denna position tills eden avslutats, varefter alla händer omedelbart förs tillbaka till sidan av kroppen.
Den militära hälsningen, honnören, ersattes snart av en gest där handen placerades över hjärtat, följt av den utsträckta arm som beskrivits ovan. På grund av sin likhet med hitlerhälsningen och domen West Virginia vs. Barnette i USA:s högsta domstol ersattes Bellamys salut 1942 helt och hållet med bruket att under edgången lägga höger hand över hjärtat.